# Endeavour-Massiv
Das Endeavour-Massiv ein großes Massiv mit abgeflachtem Gipfel an der Scott-Küste des ostantarktischen Viktorialands. Es erstreckt sich südlich des Pa Tio Tio Gap bis zum Fry-Gletscher und formt als Gegenstück zum nördlich dazu gelegenen Robertson-Massiv das Südende der Kirkwood Range in den Prince Albert Mountains. Der Shoulder Mountain, Mount Belgrave und Mount Creak ragen aus dem südlichen Teil des Massivs auf. Die dem McMurdo-Sund nach Osten zugewandte Flanke ist gekennzeichnet durch steile Kliffs und vorspringende Bergrücken. Nach Westen fällt es von einem breiten, plateauartigen und verschneiten Gipfel sanft ab.
Die neuseeländische Gruppe der Commonwealth Trans-Antarctic Expedition (1955–1958) benannte das Massiv im Oktober 1957 als Mount Endeavour. Nach Vermessungen des United States Geological Survey im Jahr 1999 und Beratungen zwischen dem Advisory Committee on Antarctic Names und dem New Zealand Geographic Board setzte sich eine getrennte Benennung des Massivs und des Berges Mount Endeavour nahe dem Gebirgskamm Ketchum Ridge durch. Sowohl das Massiv als auch der Berg sind nach der HMNZS Endeavour (vormals RRS John Biscoe), dem Versorgungsschiff der neuseeländischen Gruppe bei der Commonwealth Trans-Antarctic Expedition.